# 城堡区

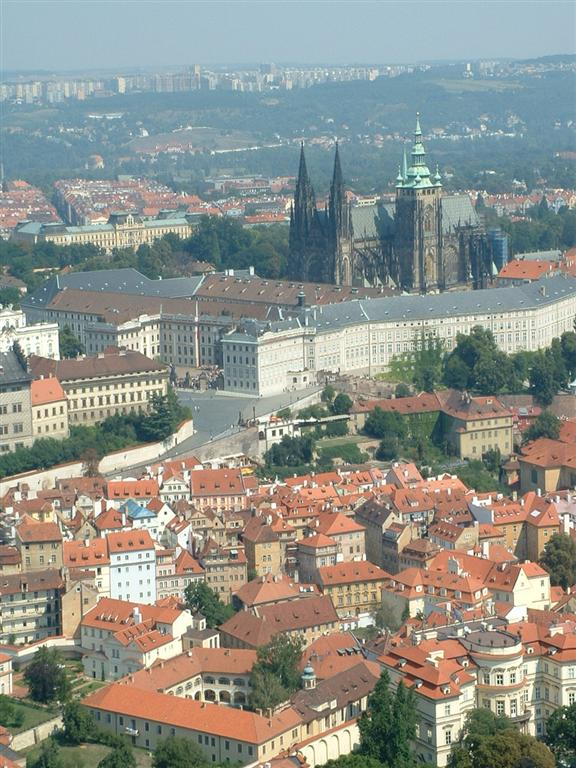
城堡区

城堡区（捷克語：Hradčany，listenⓘ）是捷克首都布拉格的一个区，环绕着布拉格城堡。
布拉格城堡是世界最大的城堡，长约570米，平均宽度约为130米。它的历史可追溯到9世纪。圣维特主教座堂位于城堡区域。
该区大部分地方为高贵而古老的宫殿。但是这里也有许多其他吸引游客之处：浪漫的角落，宁静的地方和美丽的了望处。
城堡区曾是一个独立的市镇，直到1784年，4个互相毗邻的独立市镇合并成立了布拉格。另外三个市镇是：
- 小城
- 老城
- 新城[1]